# Caprella danilevskii
Caprella danilevskii är en kräftdjursart som beskrevs av Czerniavski 1868. Caprella danilevskii ingår i släktet Caprella och familjen Caprellidae. Inga underarter finns listade i Catalogue of Life.